# Tahash
Taás (transliteração portuguesa do hebraico תחש), tahash ou tachash é a fonte de 'orot tahashim (em hebraico: וערות תחשים), referido na Bíblia, usado como o revestimento externo do Tabernáculo e para embrulhar para transporte os objetos sagrados utilizados no tabernáculo. Tahash tradicionalmente é interpretado como sendo um animal, com 'orot tahashim sendo as peles ou o couro do tahash.

## Traduções propostas

### Tradução literal
Tachash é literalmente traduzida como:
תאה -- tah -- "circunscrito", "separado/marcado/distinto", "muito/notadamente/distintamente" -- mais
חש -- khoosh, hish -- "veloz/rápido" / "escuro/preto/escondido (afastado)" --ת - הש / ת - חש--:
תחש -- tah-hash, takh-ash -- "muito veloz" / "ricamente, ostensivamente negro", "verdadeiramente reservado", "escuridão recuante profunda".
Peles de tachash são "peles de espanto(rápidas)" e "peles escuras de recuo (escondidas)".
A etimologia mostra que em mais de 45 séculos, ocorreu uma alteração semântica no significado do hebraico tahas. Sua pronuncia foi alterada, do bíblico [t-ħ-s] para o israelita [t-χ-ʃ] (fonologia hebraica). Sua grafia foi alterada, do fenício  para o massorético תחש. A forma em inglês também mudou de tachash para tahash, e em português é taás.

### Animal
Tradicionalmente, a palavra tachash foi traduzida como sendo um animal, cujas espécies é questão de debate.
Na tradição judaica, Rashi escreveu que o tachash era um animal casher do deserto que possuía várias cores e um chifre que surgiu para ser usado na construção do tabernáculo e logo após deixou de existir. Outros acreditam que o tachash estava relacionado com um queresh, uma criatura mais frequentemente identificada com a girafa.

## Animais
Em muitas tradições, tahash se refere a um animal. Os vários animais propostos incluem: texugo, dugongo, peixe-boi, foca-monge-do-mediterrâneo, narval, boto, golfinho, adax, antílope, girafa, ocapi, e outros.

### Animais impuros (não casher)

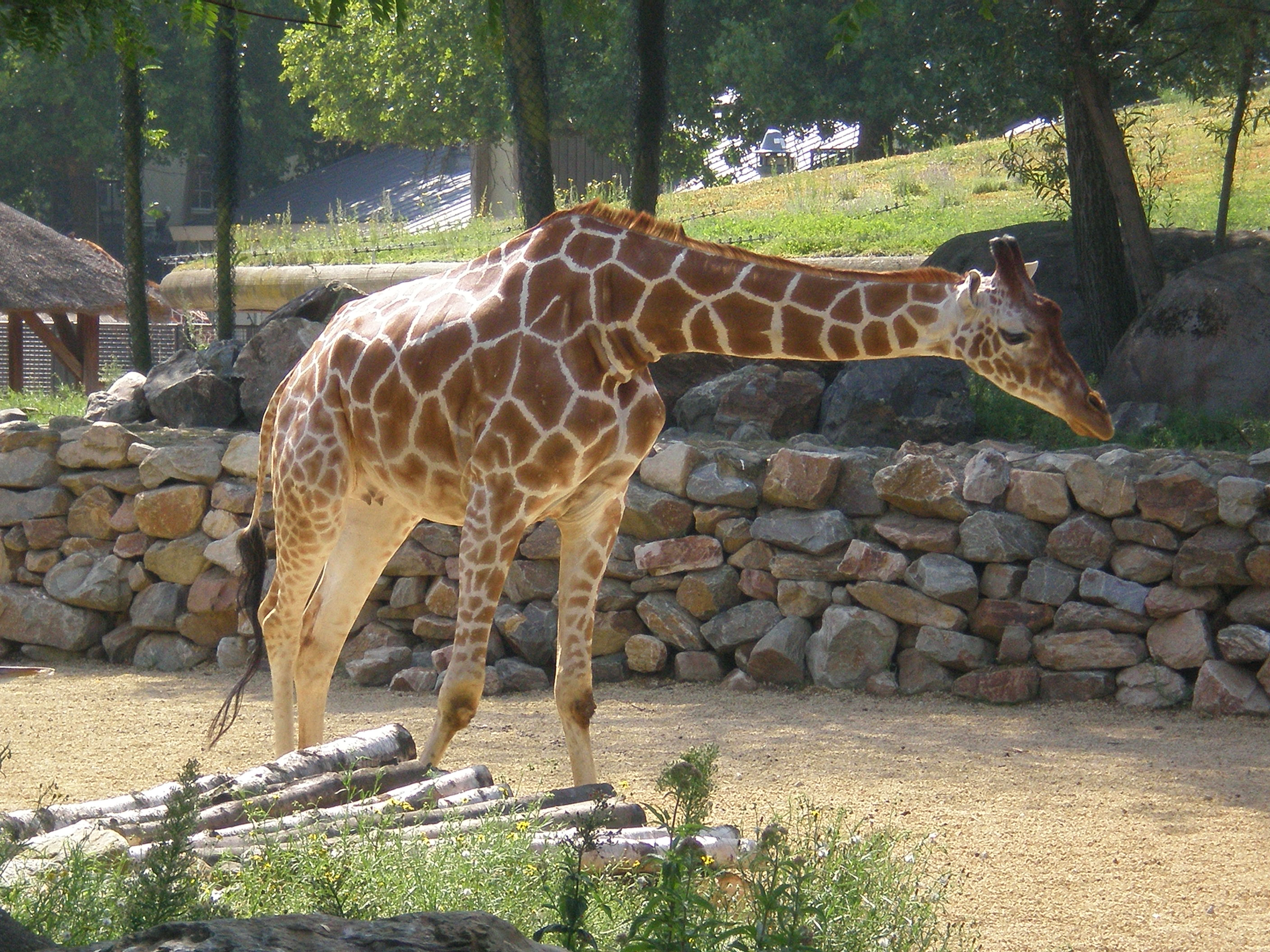
Girafa da Somália, o queresh?

As palavras hebraicas tahash e tahashim na bíblia (por exemplo, Números 4:6) são traduzidas mela versão Almeida Corrigida e Revisada Fiel como "texugo". A versão Almeida Revisada Imprensa Bíblica traduz a palavra como golfinho. Outras traduções portuguesas, incluem peles finas e de animais marinhos e outras traduções em inglês incluem dugongo, peixe-boi, foca-monge-do-mediterrâneo e boto . Apesar de esses animais não serem casher (não limpos, ou impuros), tem-se sugerido que o tabernáculo poderia ser sido propositadamente construído usando-se pele de um animal não casher. Estas sugestões datam a partir do momento da formação do início do Talmude em torno do quarto século da e.C (era comum) até o presente.